# 태상천왕
태상천왕(太上天王)은 임금자리를 후계자에게 물려준 천왕에게 붙여진 존호 또는, 그 존호를 받은 사람을 말한다. 상왕(上王)이라 부른다.

## 역사

### 중국
- 중국 5호16국시대 후량(386~403)의 초대천왕인 여광이 399년 당시 태자인 여소에게 황위를 선위한 후 며칠 동안 태상천왕이 되었지만 얼마 후 병으로 사망하였다.

### 일본
689년 이전까지는 야마토 왕권(왜)의 군주들은 스스로 천왕 또는 대왕이라 하였다. 스이코 여왕이 조카손자인 조메이왕에게 왕좌를 물려주면서 일본 최초의 상왕이 되었다.

## 소천 왕국
2013년에 충청남도에 사는 농민 송재강은 어린시절부터 자신만의 왕국을 가지고 싶는 마음이 있어 자가에 마이크로네이션 소천 왕국이라는 자신만의 나라를 세우고 태상천왕이라 하고있다.

## 같이 보기
- 태상왕
- 태상여왕
- 태상왕후
- 태상황
- 태상황후

1. ↑  [일본에선 치천하대왕]